# Claude Albert Mbourounot
Claude Albert Mbourounot (22 giugno 1961) è un allenatore di calcio gabonese, commissario tecnico della Nazionale Under-23 di calcio del Gabon.

## Palmarès
- Campionato africano di calcio Under-23: 1

Gabon: Marocco 2011